# Oracles
Oracles è il primo album del gruppo musicale technical death metal italiano Fleshgod Apocalypse, pubblicato nel 2009 e registrato a Roma nel 16th Cellar Studio nel mese di maggio 2008.

## Tracce
1. In Honour of Reason – 4:27
2. Post-Enlightenment Executor – 2:52
3. As Tyrants Fall – 4:00
4. Sophistic Demise – 3:11
5. Requiem In SI Minore – 5:08
6. At The Guillotine – 3:03
7. Embodied Deception – 3:21
8. Infection Of The White Throne – 4:30
9. Retrieving My Carcass – 4:08
10. Oracles – 2:58

Durata totale: 37:38

## Formazione
- Tommaso Riccardi – chitarra, voce
- Francesco Paoli – percussioni
- Cristiano Trionfera – chitarra
- Paolo Rossi – basso